# Pyrilla perpusilla
Pyrilla perpusilla är en insektsart som först beskrevs av Walker 1851.  Pyrilla perpusilla ingår i släktet Pyrilla och familjen Lophopidae. Inga underarter finns listade i Catalogue of Life.